# Cai Yi Zhen
Cai Yi Chen, meglio conosciuta come Wu Xiong (caratteri cinesi: 蔡宜臻; 23 agosto 1987), è un'attrice taiwanese.
È conosciuta per aver interpretato il personaggio di supporto di Cai Wu Xiong nella serie televisiva taiwanese KO One. Ha avuto il ruolo della protagonista Xia Ya nel drama Summer X Summer.
Sua sorella maggiore Cai Han Cen (蔡函岑), conosciuta semplicemente come Han (寒), è un'affermata attrice.

## Filmografia
2005
- I Love My Wife
- KO One: Cai Wu Xiong (蔡五熊)

2006
- Tokyo Juliet: Pei Mei Zi (裴美子)

2007
- Summer X Summer: Xia Ya (夏芽)
- They Kiss Again: Luo Zhi Yi (羅智儀)

2008
- Mysterious Incredible Terminator: Xu Wan Xin (許萬欣)

2009
- K.O.3an Guo: Xiao Ciao (小喬)

## Canzoni per serie televisive
- Heaven: duetto con la sorella Cai Han Cen, They Kiss Again (2007)
- Qin Xia Tian Yi Xia: duetto con Joe Cheng, Summer X Summer (2007)